# Église Saint-Nicolas de Combloux
L'église de Combloux est une église dédiée à Nicolas de Myre située à Combloux, en France.

## Localisation
L'église est située dans le département français de la Haute-Savoie, sur la commune de Combloux.

## Historique
En 1701, une nouvelle église est construite. Elle sera consacrée en 1704. Cependant, le clocher a subi la foudre, puis reconstruit en 1829.
Une nouvelle restauration est entreprise au XIXe siècle.
Le clocher est classé au titre des monuments historiques en 1971, le reste de l'église inscrit à la même date.

## Description
Il s'agit d'une église baroque avec un clocher à bulbe.
La façade de l'église est restaurée en 1925 en marbre gris, par le maître carrier Joseph Martinelli.
L'édifice comporte une chapelle dédiée à saint Sébastien.

## Processions
Au XVIIIe siècle, au deuxième jour des Rogations, la procession de Megève et de Combloux se rejoignent pour se diriger vers l'église. Le lendemain, les deux processions reprennent mais cette fois pour se rendre à l'église Saint-Jean-Baptiste de Megève.

## Galerie d'images

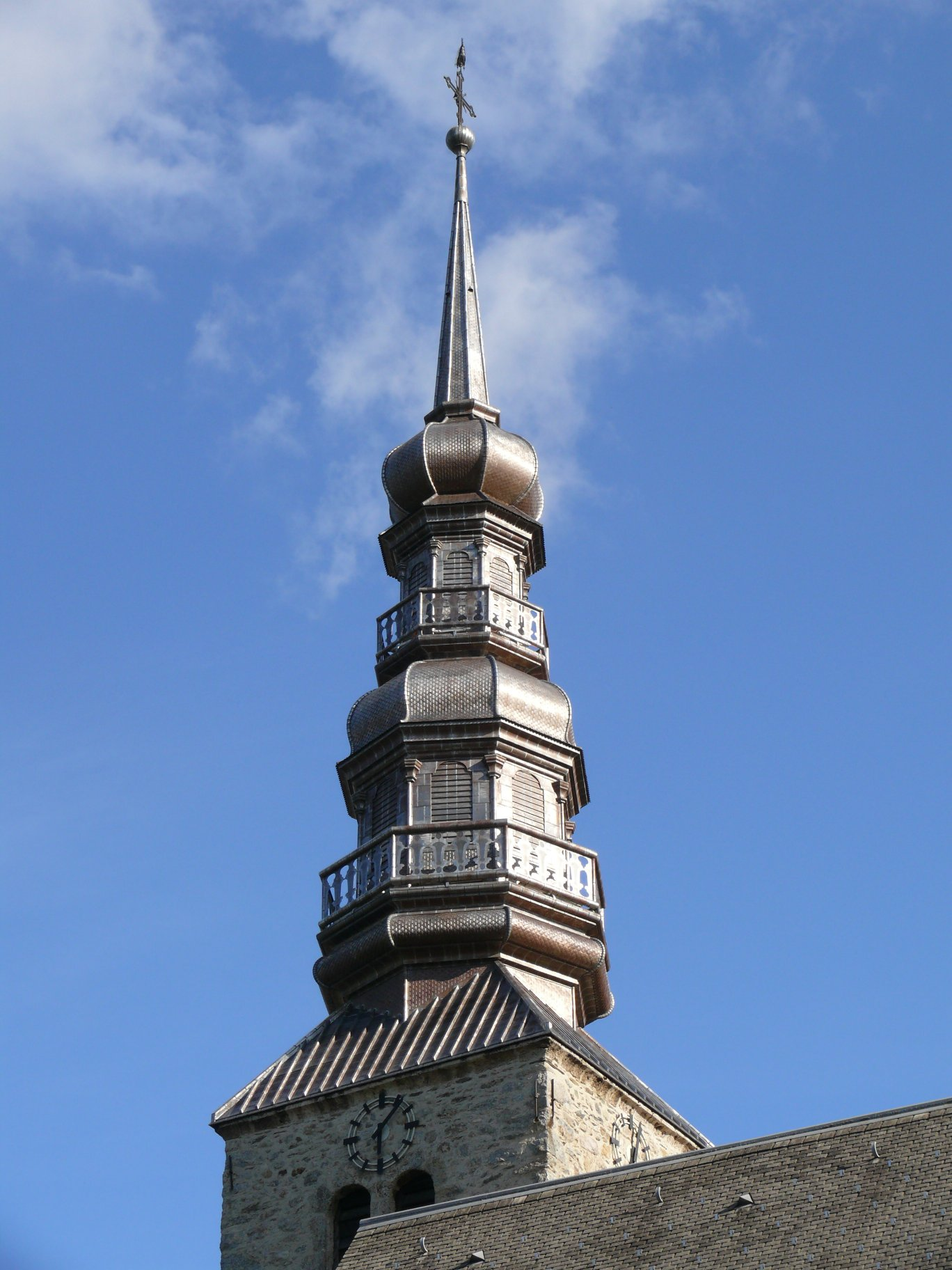
Détail du clocher.
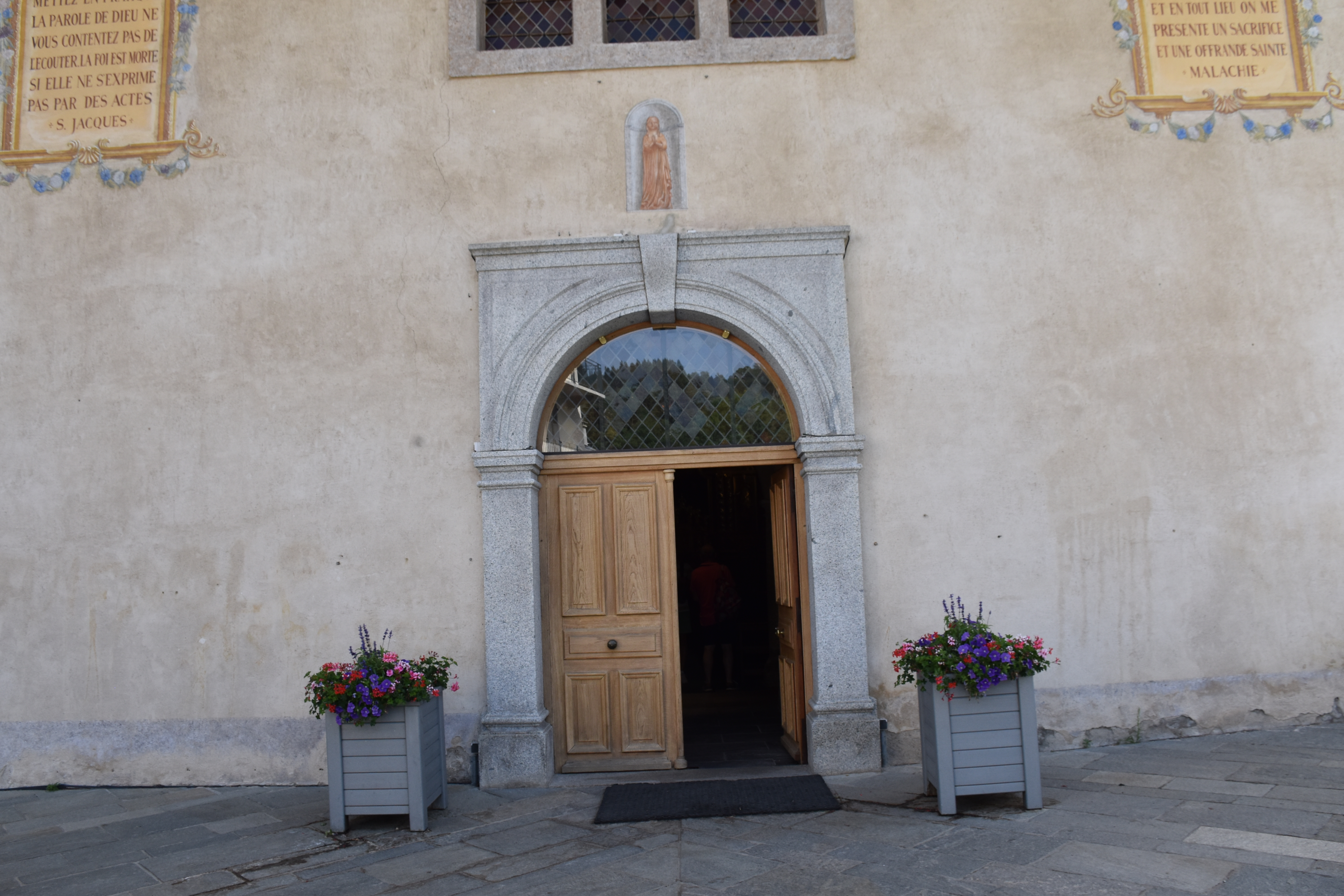
Le portail latéral
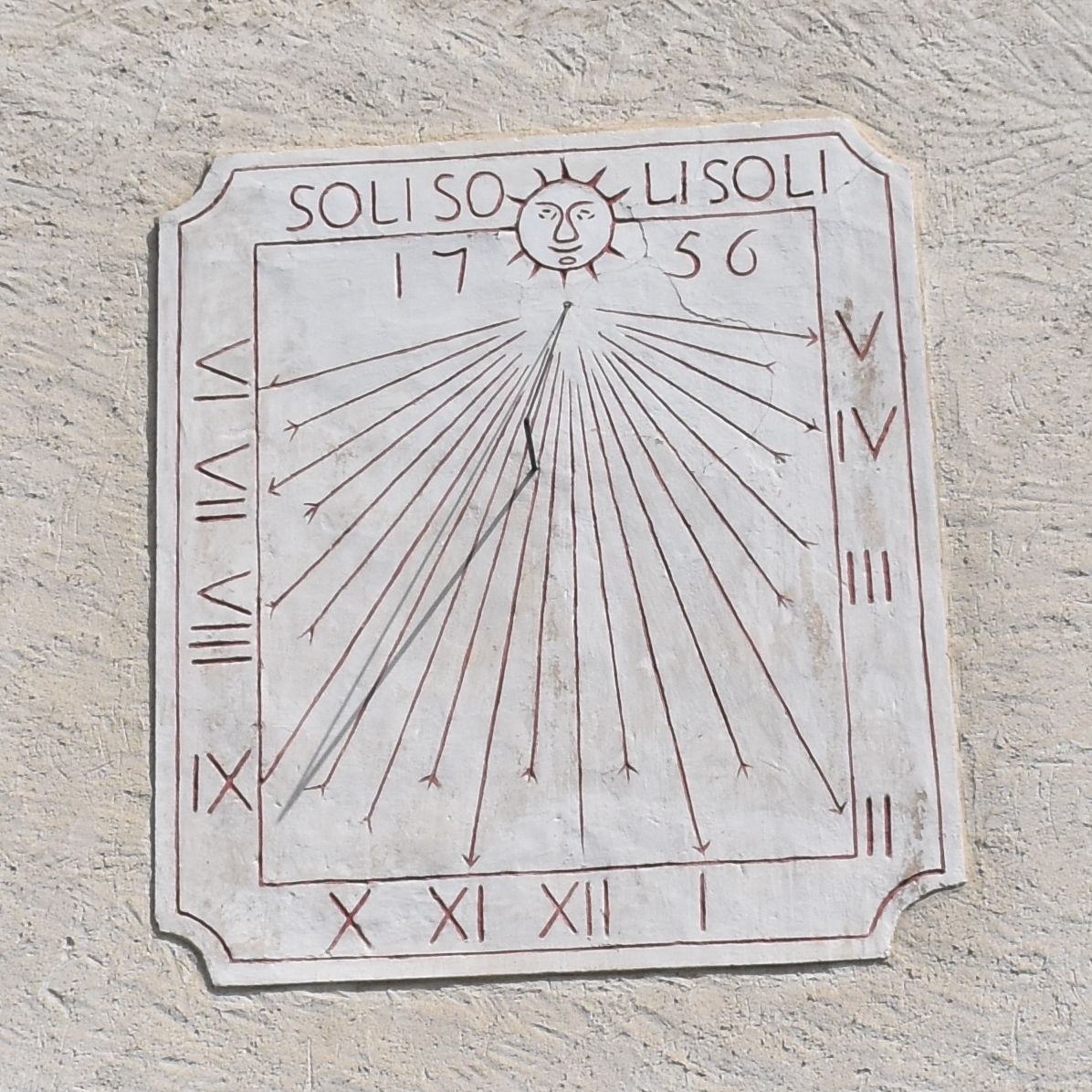
Le cadran solaire.
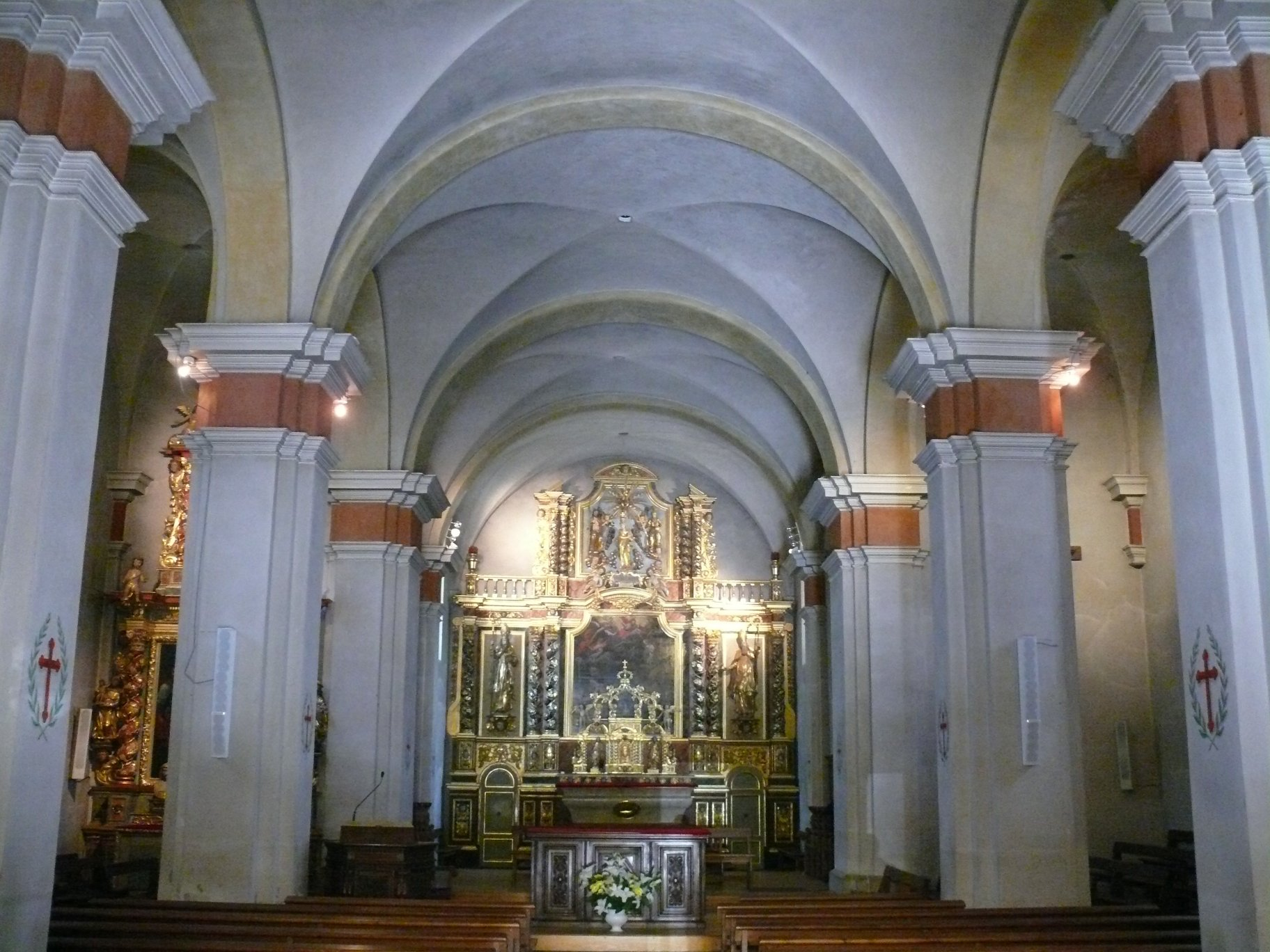
La nef.
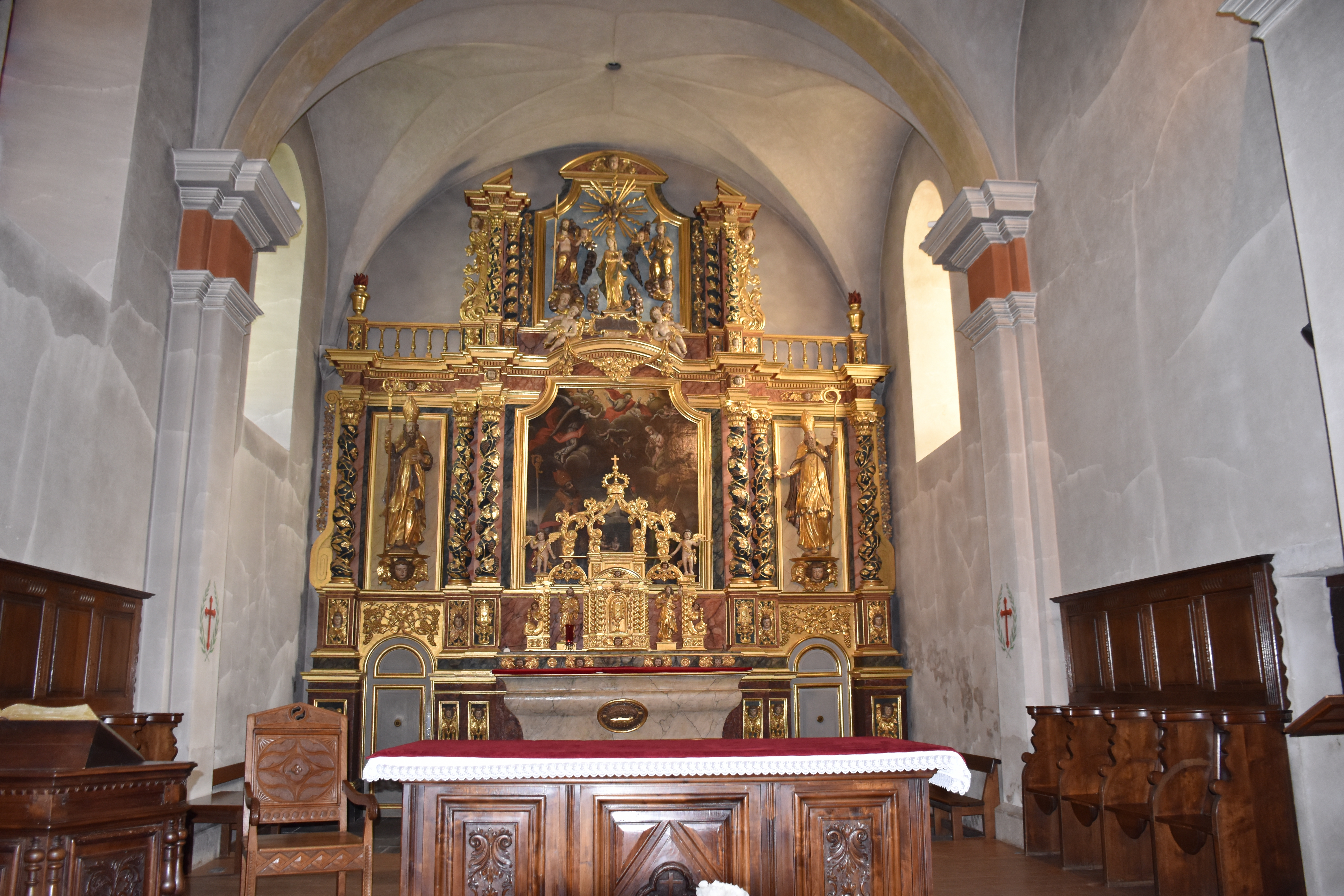
Le chœur.
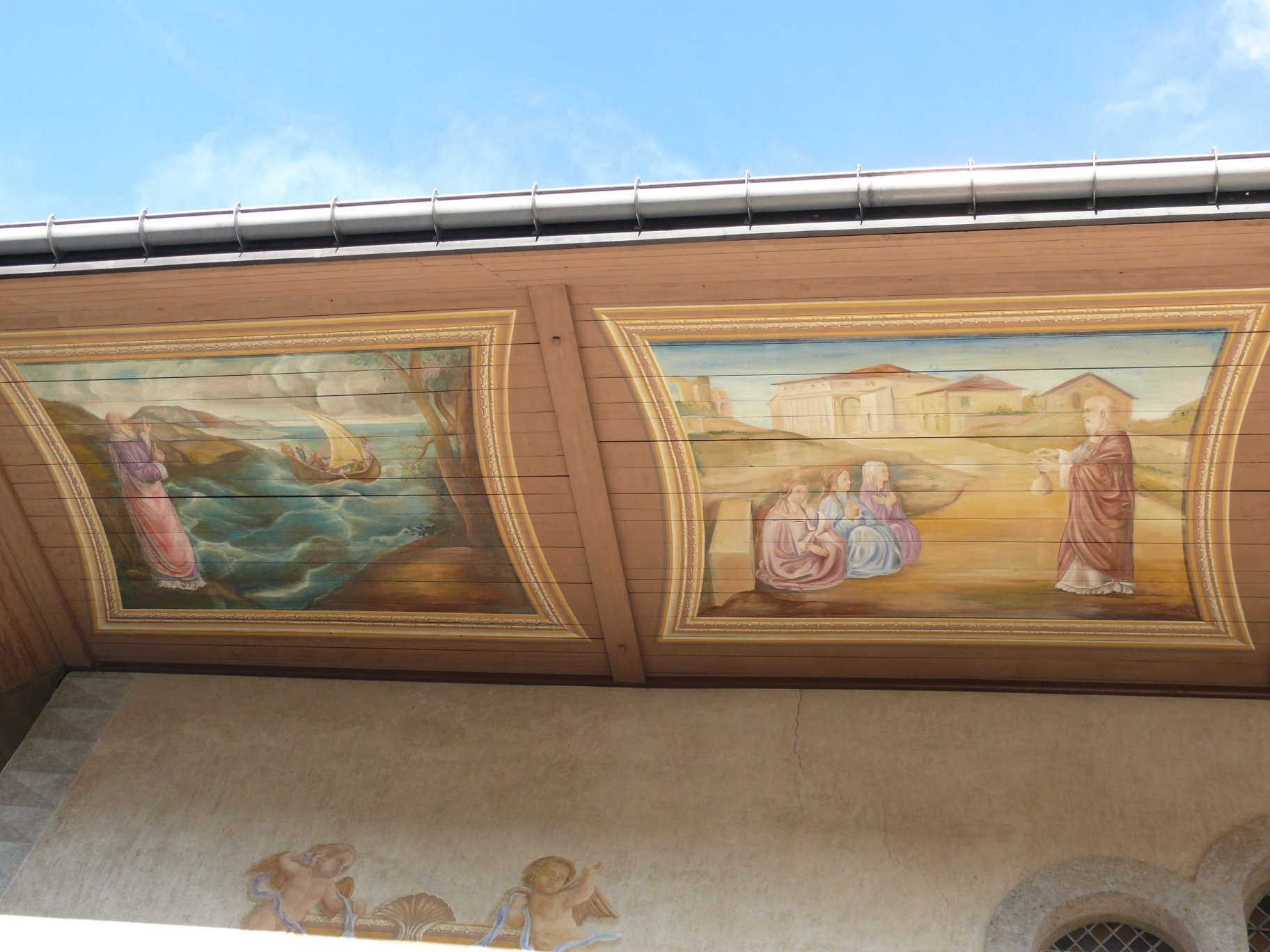
Fresques de la façade.